# 山吉豊守
山吉 豊守（やまよし とよもり）は、戦国時代から安土桃山時代にかけての武将。上杉氏の家臣。越後国三条城主。

## 略歴
大永5年（1525年）、山吉政応あるいは山吉政久の子として誕生。『山吉家家譜』によれば天文21年（1552年）4月、父・政久の隠居により家督を継いだとされる。
永禄末年から御奏者として上杉謙信の側にあり、関東の諸豪族や後北条氏とも折衝した。天正年間の『上杉家軍役帳』では、家中筆頭の軍役数377名を持った。謙信の越中国出陣の際は、春日山城の留守居を務めた。
天正3年（1575年）同5年（1577年）頃に死去。嫡男・盛信が家督を継ぐが間もなく急死したため、盛信の弟・景長（景盛）が跡を継ぐが、相次ぐ当主の死と景長が若年のため、減封のうえ木場城に領地替えとなった。